# ديف راندال
ديف راندال (بالإنجليزية: Dave Randall)‏ هو لاعب كرة مضرب أمريكي، ولد في 8 مايو 1967 في ممفيس في الولايات المتحدة.

## وصلات خارجية
- ديف راندال على موقع رابطة محترفي التنس (الإنجليزية)
- ديف راندال على موقع الاتحاد الدولي لكرة المضرب (الإنجليزية)
- ديف راندال على موقع خلاصة التنس.كوم (الإنجليزية)